# هرادتس کرالووه
هرادِتس کرالووِه (به چکی: Hradec Králové، به آلمانی: Königgrätz) یکی از شهرهای جمهوری چک است.
این شهر مرکز استان هرادتس کرالووه است و در شمال کشور در سرزمین بوهم جای دارد.
جمعیت هرادتس بر پایه آمار سال ۲۰۰۶ برابر با ۹۴٬۲۵۵ نفر و مساحتش ۱۰۵٫۶۱ کیلومتر مربع است.
اقتصاد شهر بر پایه فناوری فرآوری مواد غذایی، فراورده‌های شیمیایی عکاسی و صنایع الکترونیک استوار است. همچنین صنایعی همچون تولیدات ابزار موسیقایی که معروف‌ترین آن پیانوهای پتروف (Petrof) است، به‌طور سنتی و از دیرباز در این شهر فعالیت داشته‌اند.
نام هرادِتس کرالووه ترکیبی از دو واژهٔ هرادتس (قلعه) و کرالووه (برای ملکه) و به معنای قلعهٔ ملکه یا قصر شهبانو است. هرادِتس کرالووه به‌عنوان یکی از کهن‌ترین سکونت‌گاه‌های چک، در مرکز منطقه‌ای بسیار حاصلخیز به نام جاده طلایی بر محل همریزی دو رود الب و اورلیتس واقع شده و بناها و آثار معماری قدیمی و جذابی را در خود دارد.